# Víctor Díaz Miguel
Víctor David Díaz Miguel (Sevilla, Andalusia, 12 de juny de 1988) és un futbolista andalús que juga com a defensa.

## Trajectòria

### Inicis
Nascut al barri sevillà del Cerro del Águila, Víctor Díaz va començar la seva marxa en el futbol com a jugador del club local, el CD Híspalis. Als 12 anys aproximadament, el Sevilla Futbol Club es va interessar per ell per a les seves categories inferiors i el va fitxar. A partir de llavors Víctor Díaz va començar a jugar amb les seleccions de la seva ciutat o comunitat.

### Sevilla Atlètic
Als 18 anys va començar a jugar amb el Sevilla Juvenil i el Sevilla Atlètic (sense passar pel Sevilla C), sent el jugador més jove del filial sevillista al costat de Diego Capel. A la temporada següent ja jugava amb més regularitat al Sevilla Atlètic i en la temporada 2007-08, Víctor Díaz es va fer un lloc al filial sevillista sense haver d'alternar-se amb el juvenil. La temporada 2008-09 segueix en el Sevilla Atlètic, comptant amb minuts i bones actuacions, encara que una lesió al turmell va frenar una mica la seva progressió; finalment va jugar 19 partits. Va romandre vinculat a l'entitat de Sevilla fins a la temporada 2009-10 (28 partits), en la qual va acabar contracte i va posar fi a tota una vida al planter del Sevilla FC.
Víctor Díaz va estar a punt d'acabar al Liverpool quan començava a despuntar en les categories inferiors del Sevilla, finalment, Víctor Díaz no va signar i el Liverpool va decidir fitxar Álvaro Arbeloa.

### Real Oviedo
Després d'acabar contracte amb el Sevilla Atlètic, Víctor va signar un contracte amb el Reial Oviedo per una temporada. Va començar com a lateral dret titular però pernadal de la temporada 2010-11, va veure com perdia la titularitat i passava a ser un integrant més de la banqueta. Posteriorment va tornar a la titularitat per no deixar-la anar més i afermar-se amb total regularitat. Va disputar un total de 34 partits (30 com a titular), i dos gols. Víctor va acabar el seu contracte i finalment el Real Oviedo va decidir no renovar-l'hi.
Aquell estiu, Víctor va fer proves amb el Charlton Athletic d'Anglaterra. Tot feia indicar que el Charlton estava disposat a fer-se amb els serveis del defensa sevillà, però unes discrepàncies en l'aspecte econòmic van ser el motiu pel qual no es va arribar a l'acord.

### Celta de Vigo "B"
Finalment, en l'últim dia del termini de fitxatges, va signar per la temporada 2011-12 amb el Celta de Vigo B on va jugar 33 partits (32 com a titular), acumulant un total de 2833 minuts amb 1 gol, 13 targetes grogues i 1 vermella.

### CD Lugo
A mitjan juliol de 2012, Víctor Díaz va deixar de formar part de les files del Celta B per incorporar-se al CD Lugo, acabat d'ascendir a 2a Divisió A.

### Recreativo
La temporada 2014-15 va fitxar pel Real Club Recreativo de Huelva. Un any plagat de dificultats econòmiques i esportives fa que l'equip de Huelva descendeixi a Segona B.

### CD Leganés
Desvinculat del club andalús l'estiu de 2015, fitxa pel Club Deportivo Leganés per a les següents dues temporades. Va ascendir a primera divisió en el seu primer any, i el 22 d'agost de 2016, va fer història en marcar el primer gol a Primera de la història del Leganés, en una victòria per 0-1 davant el RC Celta.

### Granada CF
El 3 de juliol de 2017 arriba lliure al Granada Club de Futbol després d'acabar el seu contracte amb el Club Deportivo Leganés el 30 de juny, signant un contracte per dues temporades.
En la seva segona temporada 2018-19 el seu equip va quedar en el segon lloc de la classificació, aconseguint l'ascens a Primera.
El 13 de juny de 2019 va renovar el seu contracte amb el club fins al 2022.
La campanya del club en la temporada 2019-20, amb Díaz com a capità de l'equip, va classificar al club a la Lliga Europa per primera vegada en la seva història.

## Selecció espanyola
Va ser internacional sub-19 amb Espanya. Va conquistar un Europeu sub-19 amb la selecció espanyola i amb jugadors com Pablo Gil, Nsue (Mallorca) o Aarón Ñíguez (pertanyent al València), així com Sergio Asenjo (Atlètic de Madrid) i fins i tot Mikel San José (Athletic Club).